# پل روستای جیتو
پل روستای جیتو مربوط به دوره قاجار است و در شهرستان پاکدشت، بخش مرکزی، روستای جیتو واقع شده و این اثر در تاریخ ۱ مهر ۱۳۸۲ با شمارهٔ ثبت ۱۰۳۲۸ به‌عنوان یکی از آثار ملی ایران به ثبت رسیده است.